# Даву, Луи Никола
Луи́-Николя́ Даву́ (фр. Louis Nicolas Davout или d’Avout, Davout; 10 мая 1770 — 1 июня 1823) — полководец Наполеоновских войн, герцог Ауэрштедтский (фр. duc d'Auerstaedt), князь Экмюльский (фр. prince d'Eckmühl), маршал Империи (с 19 мая 1804 года), генерал-полковник пеших гренадер Императорской гвардии (с 20 июля 1804 по 22 апреля 1814 года). Имел прозвище «Железный маршал». Единственный маршал Наполеона, который не проиграл ни одного сражения.

## Биография

Герб рода д’Аву

Родился в бургундском городке Анну в небогатой дворянской семье, был старшим из детей кавалерийского лейтенанта Жана-Франсуа д’Аву (Jean-François d'Avout; 1739—1779) и Франсуазы-Аделаиды Минар де Велар (Françoise-Adelaide Minard de Velars; 1741—1810). Остальные дети: Жюли (1771—1846; жена графа Империи Марка-Антуана де Бомона, Луи Александр Даву (1773—1820; бригадный генерал и барон Империи) и Шарль-Изидор (1774—1854).
Воспитывался в Бриенской военной школе, которую за год до его поступления окончил Наполеон. Верный семейной традиции, в 1788 году поступил на службу в кавалерийский полк, где до того служили его дед, отец и дядя.
В начале революционной войны командовал батальоном в Северной армии, возглавлявшейся генералом Дюмурье. Когда 4 апреля 1793 года Дюмурье призвал войска к походу против революционного Парижа, Даву приказал сначала арестовать, а затем и стрелять в генерала. Дюмурье ускакал, а Даву 1 мая 1793 года был произведён в полковники, а затем в бригадные генералы. Симпатизируя жирондистам и относясь отрицательно к революционному террору, он отказывается от производства в дивизионные генералы и 29 августа 1793 уходит в отставку. В 1794 году подвергнут кратковременному аресту, после переворота 9 термидора вернулся на военную службу.

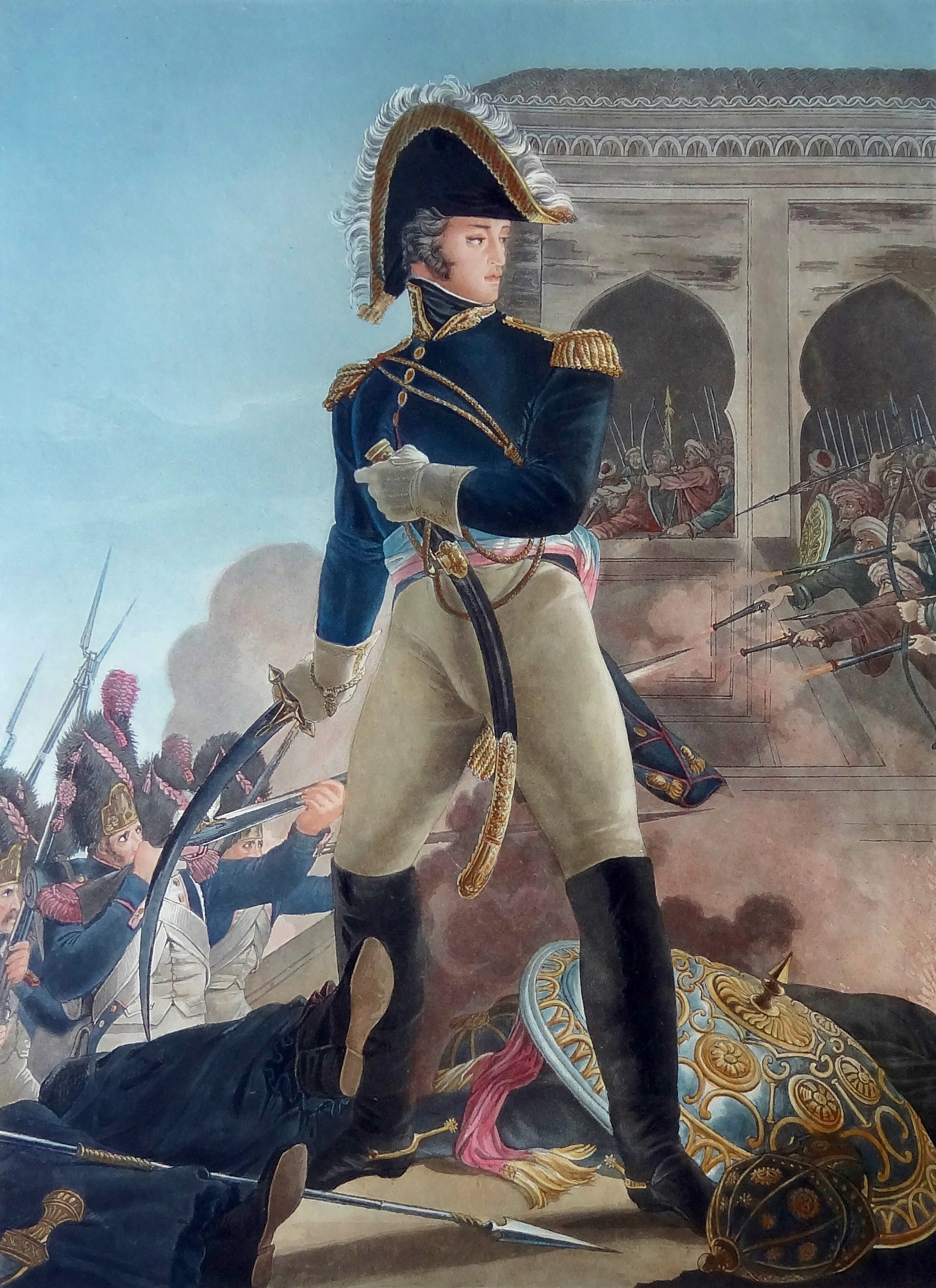
Генерал Даву в Египте.

Во время египетской экспедиции 1798—1801 много содействовал победе при Абукире в 1799 году. Вернулся во Францию вместе с генералом Дезе в 1800 году.
Произведён в маршалы Франции при коронации Наполеона в 1804 году.
В 1805 году Даву принимал выдающееся участие как в Ульмской операции, так и в сражении при Аустерлице. В последнем сражении именно корпус маршала Даву выдержал главный удар русских войск, практически обеспечив Великой армии победу в баталии.
В 1806 году, возглавляя корпус численностью 26 тысяч человек, Даву нанёс сокрушительное поражение вдвое сильнейшей армии герцога Брауншвейгского при Ауэрштедте, за что получил герцогский титул.
В 1809 году способствовал поражению австрийцев при Экмюле и Ваграме, за что получил княжеский титул.
В 1812 году Даву провёл сражение под Салтановкой, сражался под Смоленском, был контужен при Бородино. Даву перед Бородинским сражением предлагал совершить рискованный обходной маневр против левого фланга русских через Утицкий лес, но это не было сделано за отсутствием карт и точных сведений о местности. Наполеон боялся, что русские, заметив обходное движение, снимутся с занимаемых позиций и продолжат фабианскую тактику отступления. Он предпочел обходам лобовые атаки русских построений.
В мае 1813 года взял Гамбург, ранее занятый русским отрядом генерала Ф. К. Теттенборна, укрепил город и около года оборонял его от войск генерала Л. Л. Беннигсена. Капитулировал только после низложения Наполеона.
Во время первой реставрации Даву оставался не у дел. Оказался единственным наполеоновским маршалом, который не отрёкся от изгнанника. По возвращении Наполеона с острова Эльба назначен военным министром и командовал войсками под Парижем.
Париж я могу доверить только Вам
 — так мотивировал Наполеон своё решение не привлекать Даву к активным боевым действиям, вопреки протестам самого маршала, рвавшегося на передовую.
После битвы при Ватерлоо Даву выдвинул союзникам требование объявить полную амнистию всем лицам, участвовавшим в реставрации Наполеона, грозясь в противном случае вывести армию за реку Луару и продолжить сопротивление. Для переговоров с ним был послан маршал Макдональд, однако тому не удалось добиться изменения позиции Даву, и союзники были вынуждены принять его требование. Даву был единственным маршалом Наполеона, никогда не присягавшим Бурбонам, так что у них не было никакого повода отдать его под суд, как изменника, после второго отречения императора.
В 1818 году Даву получил доступ ко двору Людовика XVIII, а в 1819 году был возведён в достоинство пэра Франции.
Умер Даву 1 июня 1823 года в Париже от туберкулёза лёгких.

## Характеристика
«Энциклопедический словарь Брокгауза и Ефрона» характеризует Даву так:

Из всех наполеоновских маршалов Даву отличался наибольшею суровостью, доходившею до жестокости.

Даву считается одним из наиболее выдающихся полководцев Франции; в отличие от многих других сподвижников Наполеона, действовавших успешно обычно под непосредственным командованием самого императора, Даву неоднократно отличился в самостоятельно проведённых сражениях и единственный из 26 маршалов Первой империи остался непобеждённым на поле боя.

## Награды

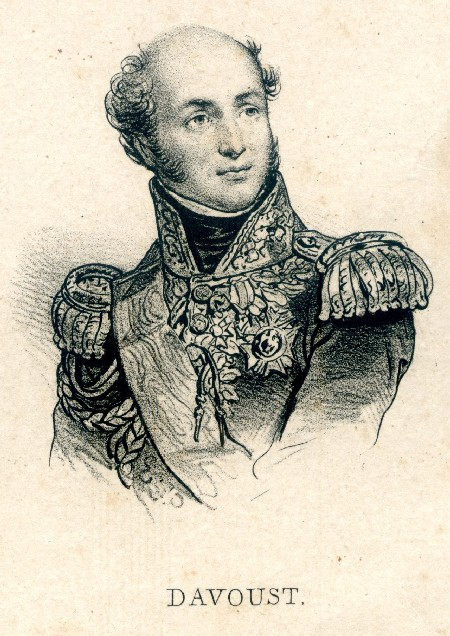
Портрет маршала Даву. Художник Ж. В. Адам.

- Орден Почётного легиона, большой орёл (2.02.1805)
- Орден Почётного легиона, великий офицер (14.06.1804)
- Орден Почётного легиона, легионер (11.12.1803)
- Орден Святого Людовика (10.02.1819)
- Орден Железной короны (Королевство Италия)
- Орден Белого орла (Варшавское герцогство, 17.04.1809)
- Орден Virtuti Militari, большой крест (Варшавское герцогство, 17.04.1809)
- Военный орден Марии Терезии, большой крест (Австрия, 4.04.1810)
- Королевский венгерский орден Святого Стефана, большой крест (Австрия, 4.04.1810)
- Военный орден Максимилиана Иосифа, большой крест (Королевство Бавария)
- Орден Слона (Дания)
- Орден Христа, большой крест (Португалия, 28.02.1806)
- Военный орден Святого Генриха, большой крест (Королевство Саксония, 16.04.1808)

## Образ в искусстве

### В художественной литературе

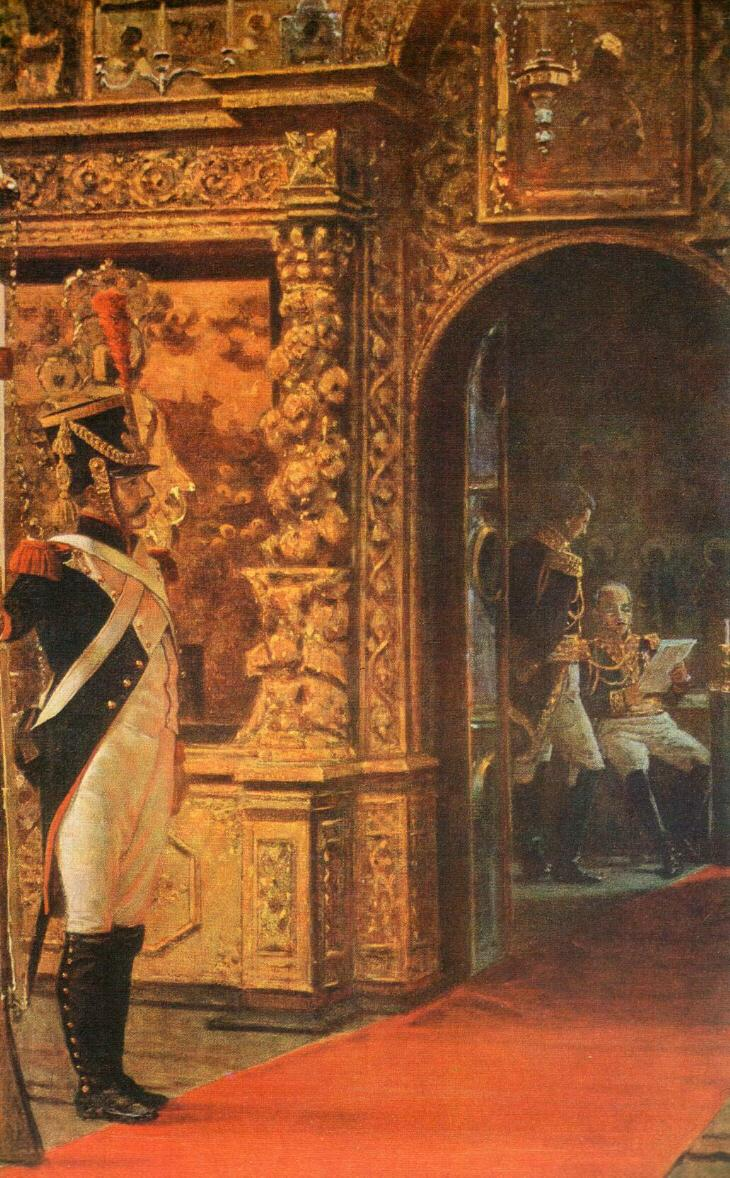
В. В. Верещагин. Маршал Даву в Чудовом монастыре.

Даву является одним из персонажей романа Л. Н. Толстого «Война и мир». Толстой характеризует его так:

Даву был Аракчеев императора Наполеона — Аракчеев не трус, но столь же исправный, жестокий и не умеющий выражать свою преданность иначе как жестокостью.

На страницах романа Даву принимает посланца Александра I — Балашова. Один из центральных эпизодов четвёртой части «Войны и мира» — разговор Даву с Пьером. С явным изначальным недоверием маршал допрашивает в Москве пленного Пьера Безухова, однако внезапно решает его пощадить:

Даву поднял глаза и пристально посмотрел на Пьера. Несколько секунд они смотрели друг на друга, и этот взгляд спас Пьера. В этом взгляде, помимо всех условий войны и суда, между этими двумя людьми установились человеческие отношения. Оба они в эту одну минуту смутно перечувствовали бесчисленное количество вещей и поняли, что они оба дети человечества, что они братья.

Такой характеристике маршала следовал и советский историк Е. В. Тарле. Однако его ученик, А. З. Манфред, не соглашался с такой оценкой и в своей монографии «Наполеон Бонапарт» писал:

Имя Луи-Николя Даву запечатлелось в памяти поколений таким, как зарисовало его гениальное перо Льва Толстого, — французским Аракчеевым, холодным, злым и мелочным человеком. Толстой был несправедлив к Даву; вернее будет сказать, его ввели в заблуждение односторонне враждебные генералу источники. Даву… имевший немалые заслуги в революции, прямой и честный солдат, был одним из самых талантливых полководцев наполеоновской армии.

В романе Г. П. Данилевского «Сожжённая Москва» (1885) выведен довольно нелицеприятный образ Даву, который, располагаясь в каменном одноэтажном доме фабриканта Милюкова, принимал главного героя произведения — русского офицера Василия Перовского — и после короткой аудиенции внёс его имя в списки приговорённых к расстрелу. Правда, позднее своё решение отменил.

«Неужели это именно тот грозный и самый жестокий из всех маршалов Бонапарта?» — подумал Перовский, разглядывая сгорбленную в полинялом синем мундире спину и совершенно лысую, глянцевитую голову сидевшего перед ним тощего и на вид хилого старика.

Однако в действительности, на момент описываемых событий «старику» было 42 года, и он отличался крепким телосложением, с некоторой склонностью к полноте.

### Образ в кино
- «Сто дней[англ.]» (Германия, Италия, 1935) — актёр Ганс Адалберт Шлеттов[нем.]
- «Удивительная судьба Дезире Клари[фр.]» (Франция, 1942) — актёр Жорж Спанелли[фр.]
- «Кутузов» (1943) — актёр Аркадий Поляков
- «Наполеон: путь к вершине» (Франция, Италия, 1955) — актёр Жан Деграв[фр.]
- «Битва при Аустерлице» (Франция, Италия, Югославия, 1960)
- «Война и мир» (СССР, 1967) — актёр Борис Молчанов
- «Война и мир» (Великобритания, телесериал, 1972) — актёр Тони Стидман[англ.]

## Трофейные жезлы Даву в России

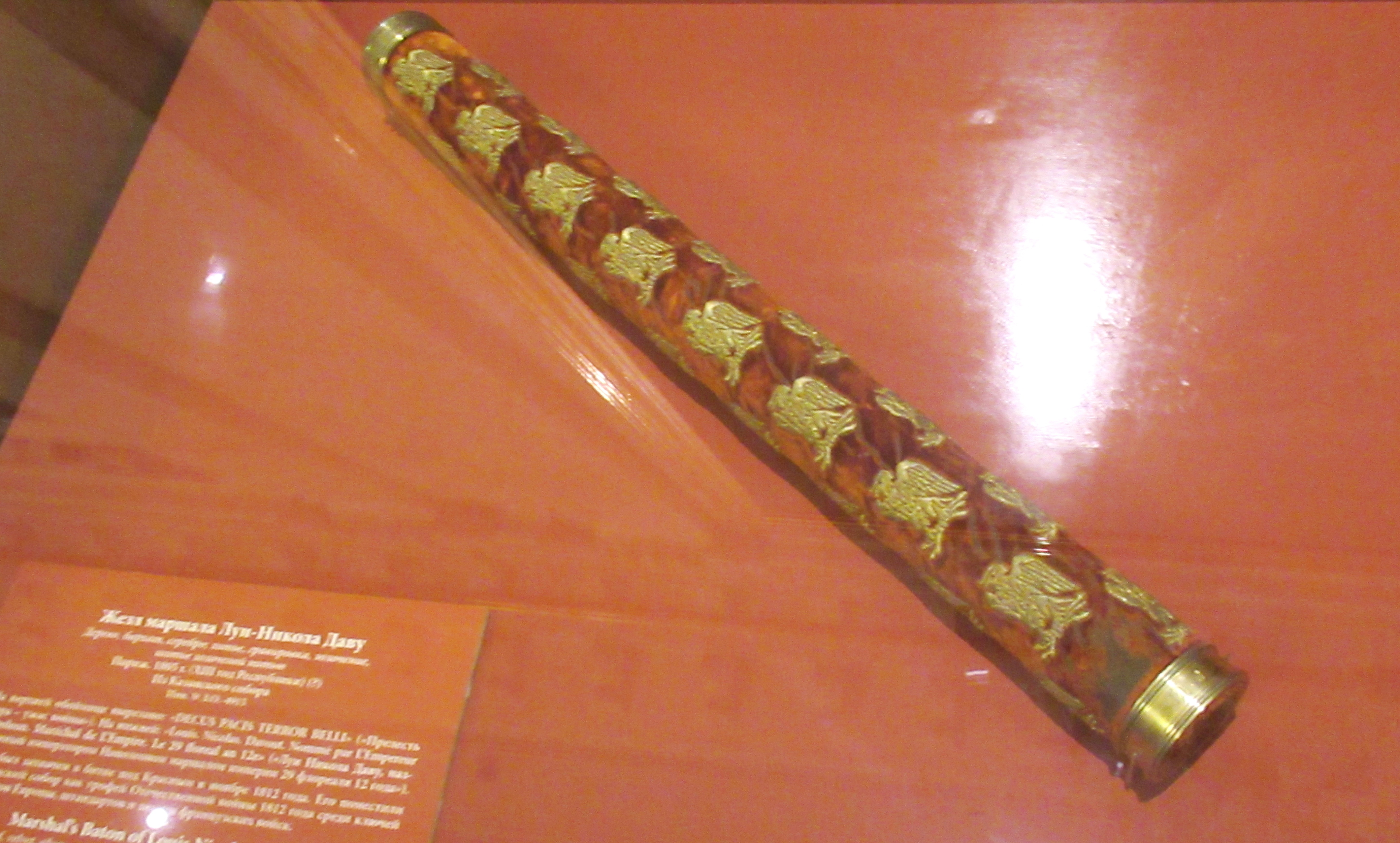
Жезл Даву в Эрмитаже

Некоторые историки пишут, что маршальский жезл Даву дважды доставался российским войскам: первый раз его захватили казаки при местечке Бергфриде на реке Алле в Восточной Пруссии в январе 1807 года; во второй раз под Красным 5 ноября 1812 года, когда обоз Даву был захвачен лейб-гвардии Финляндским полком.
На самом деле Л.-Н. Даву лишился своей маршальской регалии лишь один раз, в 1812 году. Ныне этот трофей находится в собрании Исторического музея в Москве. Потеря жезла в 1807 году документами не подтверждается (тогда казаками был захвачен обоз Нея, а не Даву). «Жезл Даву», помещенный в Казанском соборе среди прочих трофеев, а хранящийся ныне в Государственном Эрмитаже, по сообщению А. Сапожникова, представляет собой копию, несколько отличающуюся по размерам от оригинального маршальского жезла.

## Семья
Был дважды женат. Первый раз женился в 1791 году на Аделаиде Сегено (Adelaide Séguenot; ок. 1768—1795), но в 1794 году развёлся с ней. В 1801 году женился на Луизе Леклерк (Louise Aimée Julie Leclerc; 1782—1868), сестре генерала Леклерка (первого мужа Полины Бонапарт).
Дети (все от второго брака):
1. Поль (1802—1803)
2. Жозефина (1804—1805)
3. Антуанетта Жозефина (1805—1821)
4. Адель Наполеона (1807—1885); жена графа Этьена Камбасереса (1804—1878; племянник герцога Пармского)
5. Наполеон (1809—1810)
6. Наполеон Луи[фр.] (1811—1853), 2-й герцог Ауэрштедтский, 2-й и последний князь Экмюльский, пэр Франции, мэр Савиньи-сюр-Орж (как и его отец ранее), женат не был
7. Жюль (1812—1813)
8. Аделаида Луиза[фр.] (1815—1892; по мужу — маркиза де Блоквилль (de Blocqueville), прозаик, поэтесса, автор исторических книг об отце

В 1864 году титул герцога Ауэрштедтского был возрождён для племянника маршала — сына Шарля-Изидора д’Аву — Леопольда, потомки которого носят его по сию пору.

## Галерея

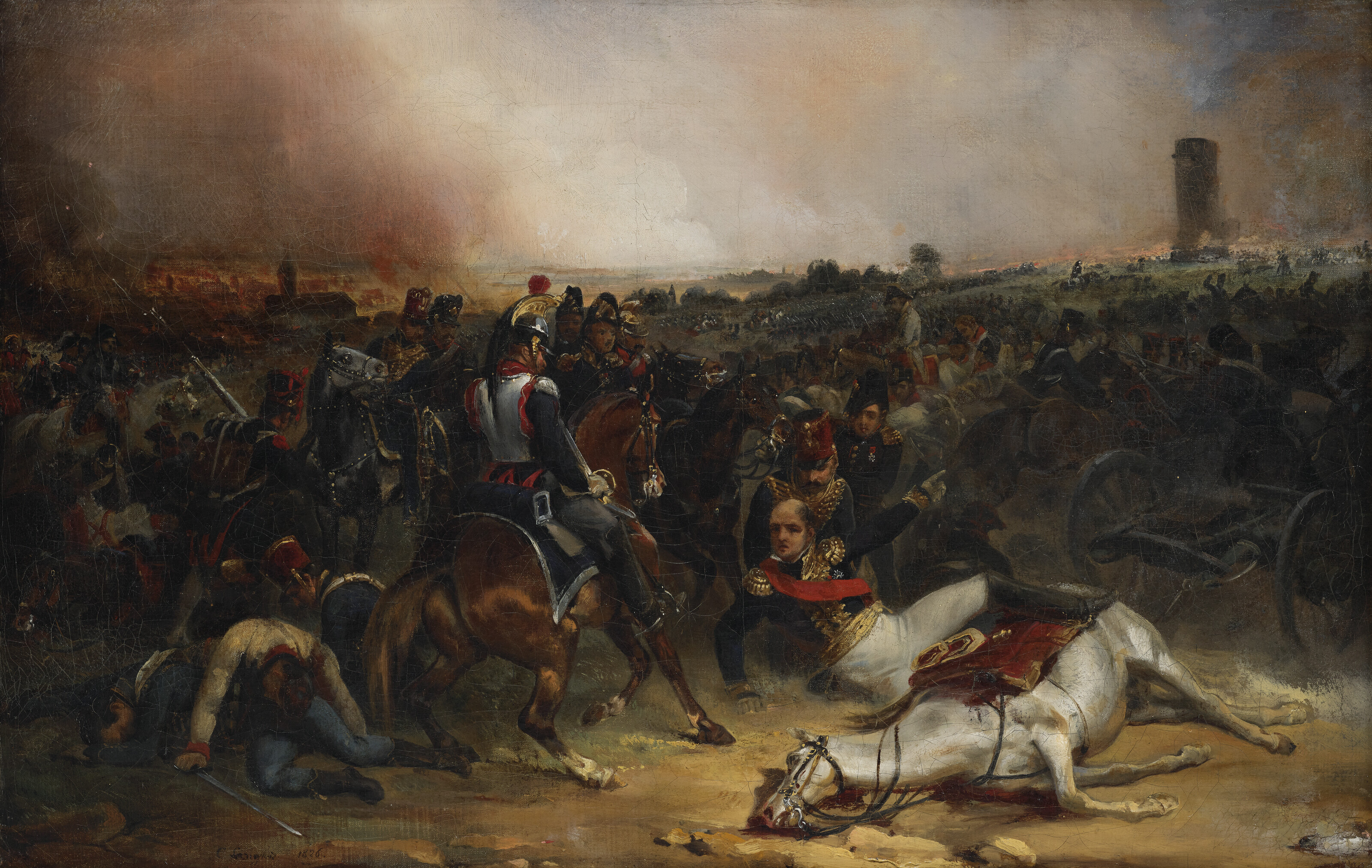
Маршал Даву в сражении при Ваграме. Худ. Жан Шарль Ланглуа (очевидец сражения).
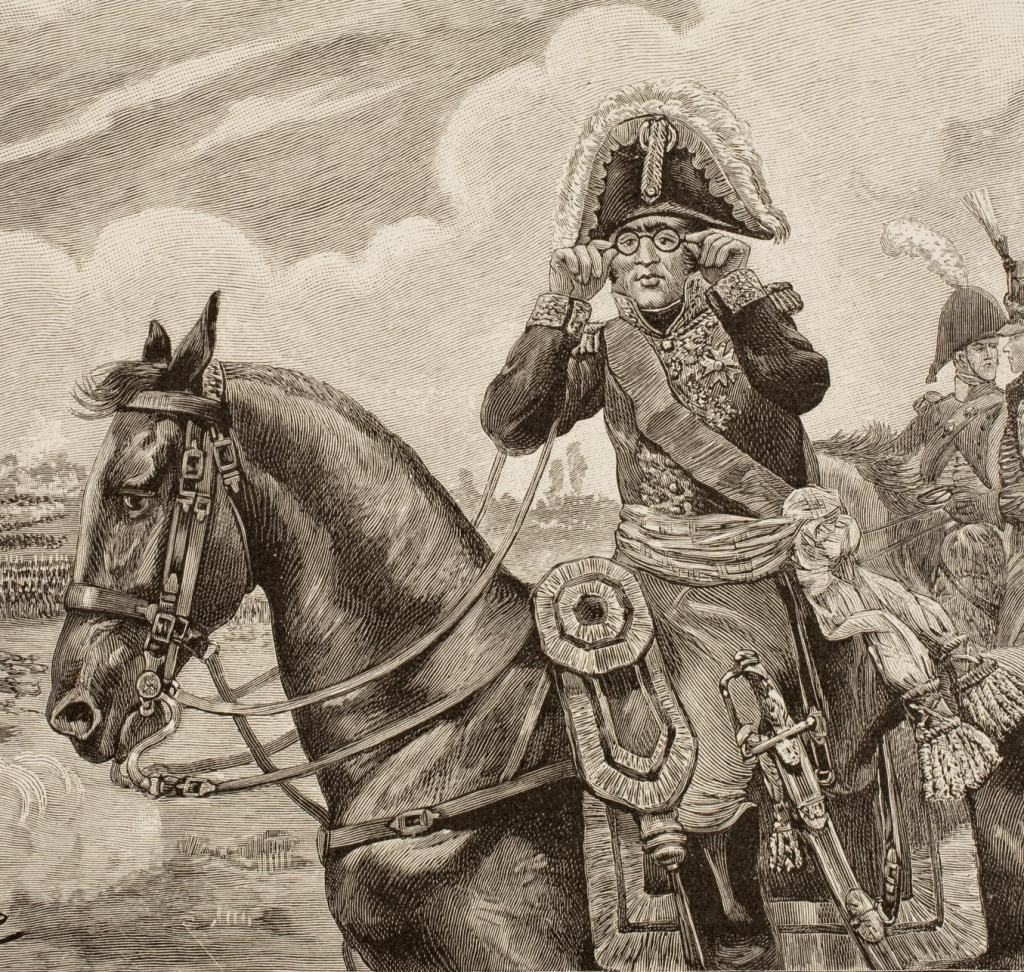
Маршал Даву на поле боя. Худ. Жоб. На рисунке начала XX века хорошо видны очки, которые маршал, страдавший близорукостью, носил почти постоянно[11], но снимал для того, чтоб позировать для портретов.
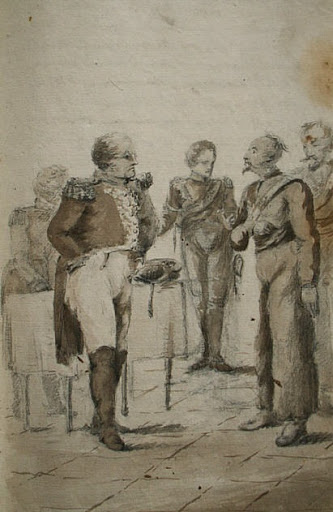
Чеслав Монюшко (отец Станислава Монюшко). Маршал Даву (слева) в своём штабе общается с казаком или поляком. Любительский рисунок с натуры, позволяющий лучше представить характер маршала.